# Jorge VI del Reino Unido
Jorge VI del Reino Unido (Albert Frederick Arthur George; York Cottage, 14 de diciembre de 1895-Sandringham House, 6 de febrero de 1952) fue rey del Reino Unido y sus dominios de ultramar desde su ascenso al trono, el 11 de diciembre de 1936 hasta su muerte en 1952. Fue el último emperador de la India (hasta el 15 de agosto de 1947), y el primer jefe de la Mancomunidad de Naciones.
Como segundo hijo del rey Jorge V y de la reina María, no estaba previsto que heredara el trono tras la muerte de su padre. En 1909, inició su carrera en la Marina Real británica, llegando a tomar parte, como oficial del buque HMS Collingwood, en la batalla de Jutlandia durante la Primera Guerra Mundial. Se casó con lady Isabel Bowes-Lyon en 1923, matrimonio que tuvo dos hijas, Isabel y Margarita Rosa.
Su hermano mayor, Eduardo VIII, ascendió al trono tras la muerte de su padre en 1936. Sin embargo, menos de un año después, anunció sus intenciones de casarse con una plebeya estadounidense, Wallis Simpson. El primer ministro británico Stanley Baldwin advirtió al rey que, por razones políticas y religiosas, no podría seguir siendo rey en caso de casarse con Simpson, quien se había divorciado en dos ocasiones y cuyos exesposos seguían con vida. Entonces, el 11 de diciembre del mismo año, Eduardo abdicó de la Corona británica para poder casarse con Simpson, haciendo que, inesperadamente, Jorge asumiera el trono como tercer monarca de la Casa de Windsor.
La pérdida de poder por parte del Reino Unido en el Estado Libre Irlandés y la guerra contra la Alemania nazi y sus aliados marcaron su reinado. Además de la independencia de la India y Pakistán en 1947 y la fundación de la República de Irlanda en 1949, el reinado de Jorge VI vio la aceleración de la desintegración del Imperio y su transición a la Mancomunidad de Naciones. El estado de salud de Jorge VI empeoró gradualmente. Falleció a la edad de 56 años, el 6 de febrero de 1952 mientras dormía, a causa de una trombosis coronaria. A su muerte, su hija Isabel le sucedió en el trono británico.

## Nacimiento y familia
Jorge VI nació en la casa de York Cottage, ubicada en la propiedad de Sandringham House, Norfolk, durante el reinado de su bisabuela, la reina Victoria. Su padre fue el príncipe Jorge de Cornualles y York (futuro Jorge V), el segundo y único hijo superviviente varón de los príncipes de Gales (futuros reyes Eduardo VII y Alejandra). Su madre fue María, duquesa de York (futura reina consorte de Jorge V), la mayor y única hija del duque y la duquesa de Teck.
Jorge VI nació el 14 de diciembre de 1895, fecha del 34.o aniversario de la muerte de su bisabuelo, Alberto de Sajonia-Coburgo-Gotha.
Inseguro sobre cómo la reina Victoria, viuda del príncipe Alberto, tomaría la noticia del nacimiento, el príncipe de Gales escribió al duque de York que la reina «se mostraría más bien afligida». Dos días más tarde el príncipe escribió de nuevo al duque diciendo: «Estoy seguro de que ella estaría satisfecha si te propusieras llamarlo Alberto». La reina Victoria se tranquilizó al conocer la propuesta de llamar al bebé Alberto y escribió al duque de York: «Tengo impaciencia por ver al nuevo bebé, nacido en un día tan triste pero bastante querido para mí, especialmente si es llamado de ese modo, nombre que es sinónimo de todo lo grande y bueno».
Fue bautizado tres meses después como «Alberto Federico Arturo Jorge», en la Iglesia de Santa María Magdalena cercana a Sandringham, aunque en su familia le dieron informalmente el nombre de «Bertie». Sin embargo, a su abuela materna, la duquesa de Teck, no le gustaba el primer nombre dado al bebé (Alberto) y escribió proféticamente que esperaba que su último nombre (Jorge) «pudiera suplantar al menos agraciado».

## Infancia

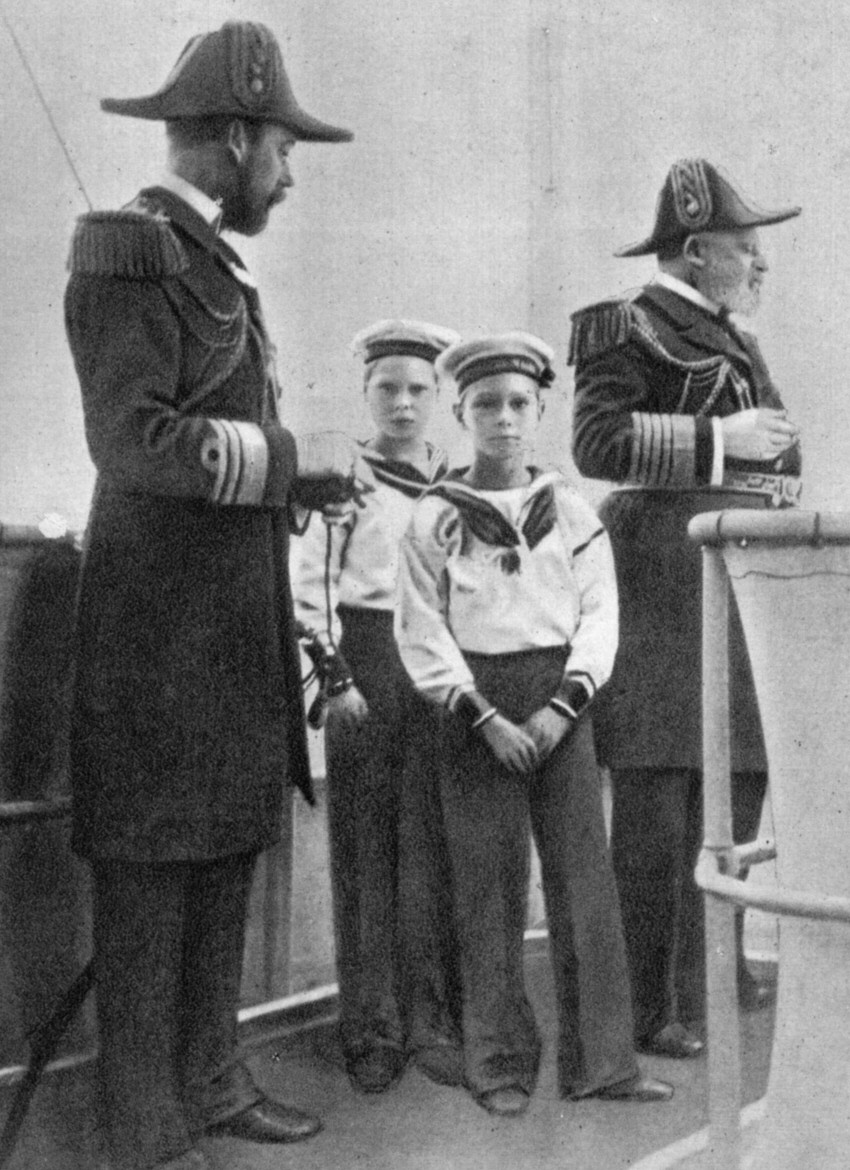
El rey Eduardo VII (derecha) con sus sucesores —(de izquierda a derecha) su hijo y sucesor Jorge, príncipe de Gales, y sus nietos David y Alberto.

Su título de nacimiento fue: «Su Alteza el príncipe Alberto de York» (en inglés: «His Highness Prince Albert of York»). Sin embargo, tiempo más tarde, en 1898, Alberto recibió el título de «Su Alteza Real el príncipe Alberto de York» (en inglés: «His Royal Highness Prince Albert of York»). A menudo sufría problemas de salud y era descrito como «asustadizo y un tanto propenso a llorar». Sus padres, el duque y la duquesa de York, se mantuvieron generalmente alejados de la crianza de sus hijos, como era la norma en las familias aristocráticas de la época. Sufrió de tartamudez desde niño, y a pesar de ser zurdo fue obligado a escribir con la mano derecha. Además sufrió de genu valgo, por lo cual fue obligado a utilizar férulas correctoras.
Tras la muerte de la reina Victoria, el 22 de enero de 1901, el príncipe de Gales se convirtió en rey con el nombre de Eduardo VII. Después de que subiera Eduardo al trono, el siguiente en la línea de sucesión era el duque de York, seguido por su hijo el príncipe Eduardo, mientras que el príncipe Jorge era el tercero.

## Carrera militar y educación
Desde 1909, Alberto asistió al Colegio de la Marina Real en Osborne, como cadete naval. En 1911, a pesar de ser el último de su clase, logró avanzar al Real Colegio Naval Britannia en Dartmouth. Cuando Eduardo VII murió en 1910, el padre de Alberto se convirtió en el rey Jorge V. Por lo cual, el príncipe Eduardo ascendió a príncipe de Gales, y Alberto fue segundo en la línea de sucesión al trono.
Alberto fue comisionado como guardiamarina en la Marina Real británica el 15 de septiembre de 1913 y un año más tarde inició sus servicios en la Primera Guerra Mundial. Sus compañeros le dieron el apodo de Mr. Johnson.
Fue mencionado en despachos por sus trabajos como oficial de torreta a bordo del HMS Collingwood durante la batalla de Jutlandia. No vio nuevas acciones en la guerra, en gran parte por los problemas que le causó una úlcera péptica. En febrero de 1918, fue nombrado oficial a cargo en un centro de capacitación del Real Servicio Aéreo Naval en Cranwell. Con la creación de la Real Fuerza Aérea británica dos meses después y la transferencia del control de Cranwell de la Marina Real a la Real Fuerza Aérea, fue transferido de la primera a la segunda. Además fue designado oficial comandante del Number 4 Squadron of the Boys Wing en Cranwell y permaneció allí hasta agosto de 1918. Durante las últimas semanas de la guerra, sirvió en las Fuerzas Aéreas Independientes de la RAF en su cuartel general en Nancy.
Tras la disolución de las Fuerzas Aéreas Independientes en noviembre de 1918, se mantuvo en el continente como un oficial de Estado Mayor con la Real Fuerza Aérea. En octubre de 1919, Alberto comenzó a estudiar en el Trinity College de Cambridge historia, economía y educación cívica durante un año. El 4 de junio de 1920, fue nombrado duque de York, conde de Inverness y barón Killarney. Entonces empezó a adquirir los derechos reales, representando a su padre, recorrió las minas de carbón, fábricas y patios de maniobras; a través de dichas visitas adquirió el apodo de «príncipe industrial».
Su tartamudeo y su vergüenza por ello, junto con su tendencia a la timidez, le hizo creer que era mucho menos impresionante que su hermano mayor, Eduardo. Sin embargo, Alberto era físicamente activo y jugaba al tenis. El viaje que realizó por mar a Australia lo llevó a través de Jamaica, donde jugó dobles de tenis con un afrodescendiente, lo cual era inusual en esa época y fue una muestra de igualdad entre razas. Desarrolló un gran interés por las condiciones laborales y fue presidente de la Industrial Welfare Society. Además, sus campamentos de verano anuales para niños realizados entre 1921 y 1939 reunieron a diferentes estratos sociales.

## Matrimonio

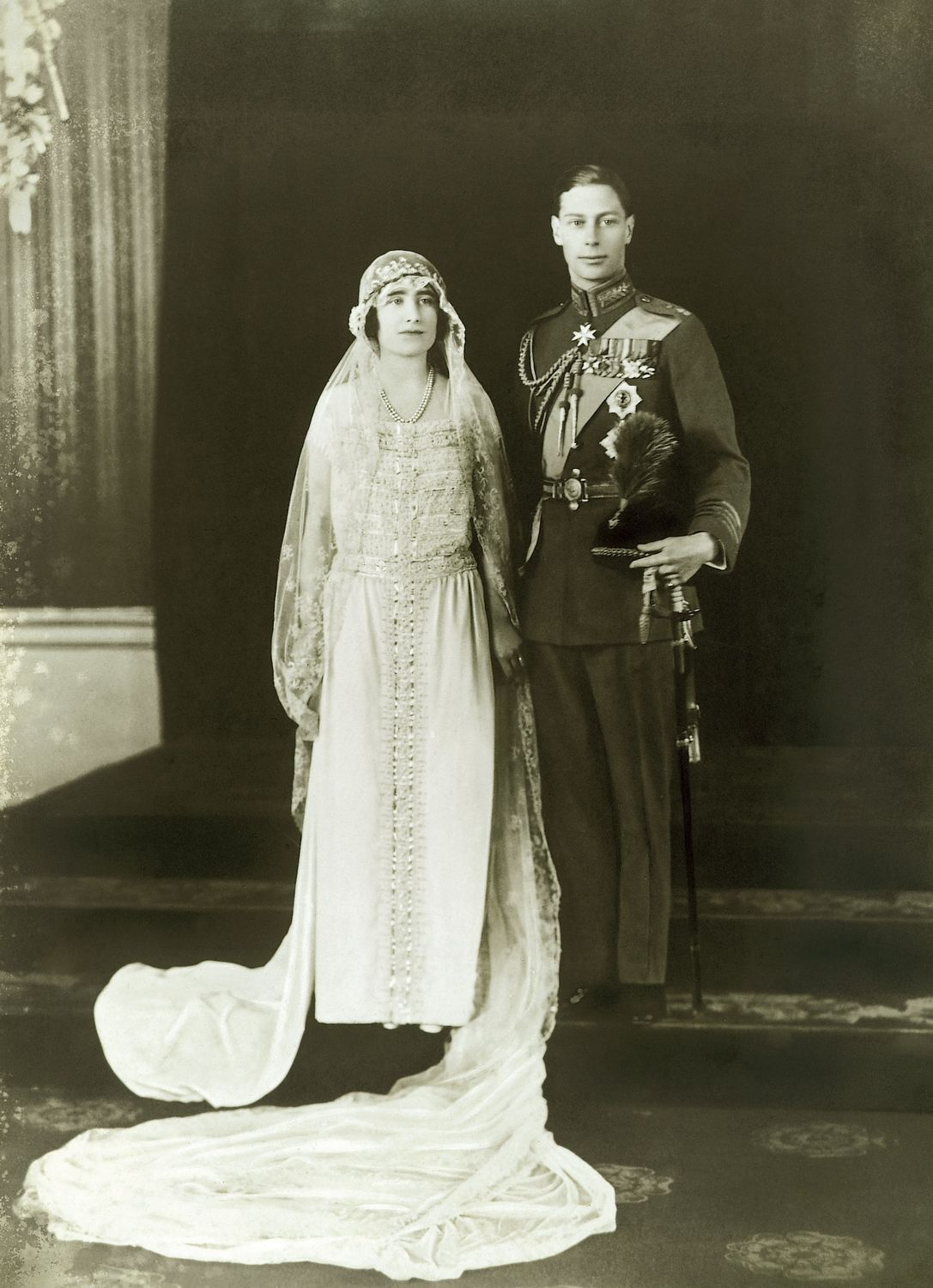
Matrimonio del príncipe Alberto de York y de Isabel Bowes-Lyon, 26 de abril de 1923

En 1920, el duque de York conoció a la aristócrata lady Elizabeth Bowes-Lyon, la hija más joven del conde y de la condesa de Strathmore y Kinghorne. Al conocerla, Alberto decidió casarse con ella. Sin embargo, debió proponerle tres veces matrimonio a Isabel, quien aceptó únicamente a la tercera, al parecer porque se resistía a hacer los sacrificios necesarios para ser un miembro de la familia real. Después de un noviazgo prolongado, Elizabeth accedió a casarse con él. Finalmente el duque de York, Alberto, y lady Elizabeth contrajeron matrimonio el 26 de abril de 1923 en la Abadía de Westminster.
La recién formada British Broadcasting Company deseaba grabar y difundir el evento en la radio, pero el capítulo vetó la idea (aunque el decano, Herbert Edward Ryle, se mostró a favor de la propuesta). A partir de su matrimonio Elizabeth recibió el tratamiento de «Su Alteza Real la duquesa de York» (en inglés: «Her Royal Highness The Duchess of York»). El matrimonio de Alberto con una noble aristócrata británica fue considerado un gesto de modernización para la época.
El duque y la duquesa tuvieron dos hijas: Isabel y Margarita. Los duques y sus hijas vivieron inicialmente en la residencia White Lodge en el Parque Richmond, pero a medida que aumentaban sus deberes tuvieron la necesidad de un lugar más céntrico, razón por la cual, en 1927, se trasladaron a la residencia n.º 145 en Piccadilly, cerca de Hyde Park.

## Tartamudez
A causa de su tartamudez, Alberto temía hablar en público. Realizó un discurso de clausura en la Exposición del Imperio Británico en Wembley el 31 de octubre de 1925, que fue una terrible experiencia tanto para él como para los oyentes. Ello sirvió para que el duque buscara una forma de apaciguar su tartamudez, en la que participó Lionel Logue, un logopeda de origen australiano. Tras diagnosticar una coordinación deficiente entre la laringe y el diafragma, Logue prescribió al duque ejercicios vocales durante una hora diaria. El tratamiento de Logue consiguió que el duque se relajase al hablar. Realizando su mayor esfuerzo y con ayuda de la terapia, el duque logró inaugurar la Casa del Parlamento en Canberra en 1927, y fue capaz de hablar posteriormente con solo ligeras vacilaciones.

## Ascensión inesperada al trono

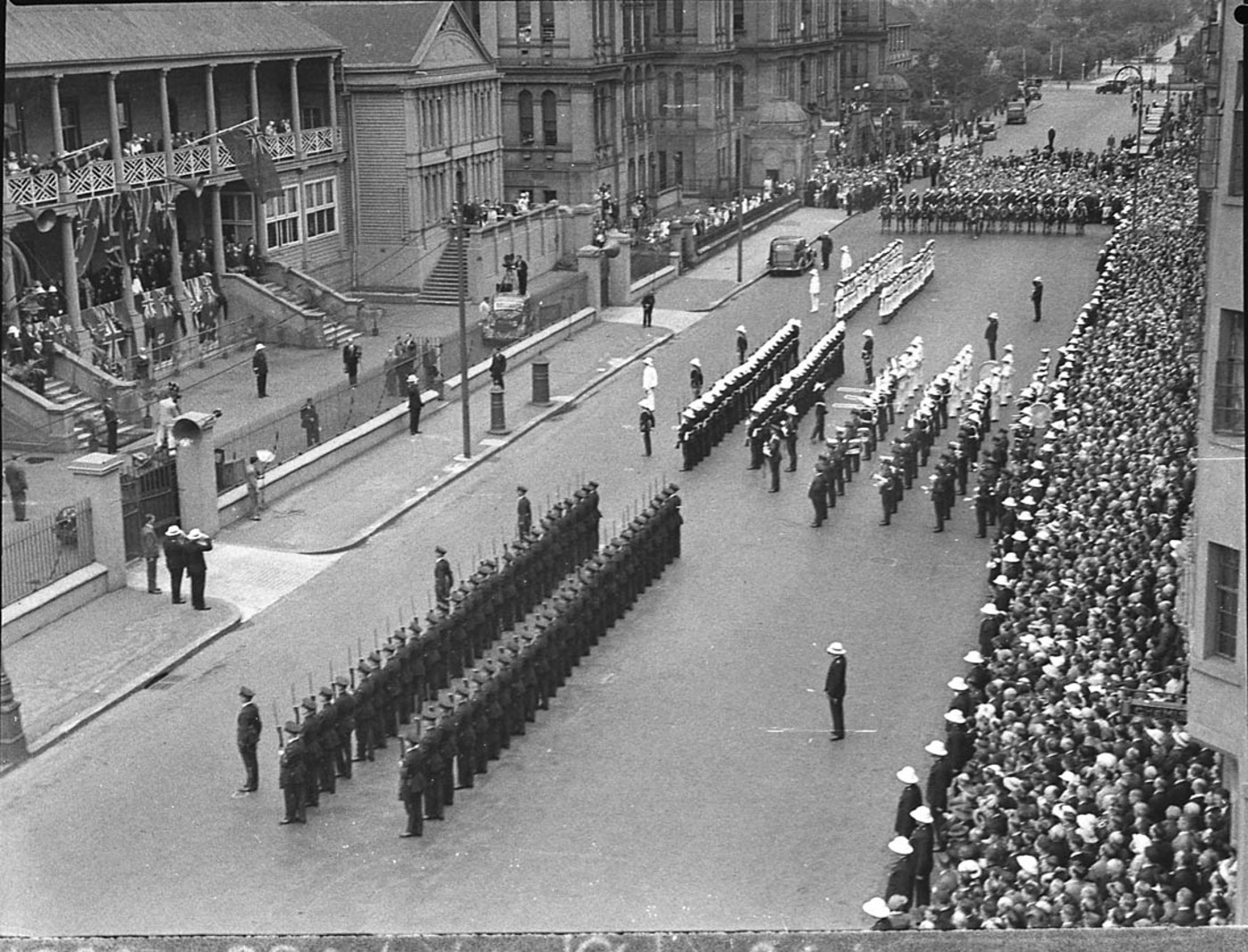
Conmemoración de la proclamación del rey Jorge VI en Sídney, 14 de diciembre de 1936

El 20 de enero de 1936, murió el rey Jorge V, ascendiendo entonces el príncipe Eduardo al trono como Eduardo VIII. Sin embargo, Jorge V tenía serias consideraciones sobre Eduardo, quien más de una vez provocó la ira de su padre a causa de su «eterna adolescencia» y de ser un mujeriego. Jorge V había expresado sus opiniones acerca de su hijo mayor: «Ruego a Dios que mi hijo mayor nunca se case ni tenga hijos, para que nada se interponga entre Bertie y Lilibet y el trono». El rey Eduardo VIII tenía planeado casarse con la socialite estadounidense Wallis Simpson (divorciada dos veces). Los ministros creían que el pueblo nunca aceptaría a Wallis como reina y le aconsejaban que no se casara; como monarca constitucional, Eduardo estaba obligado a aceptar el consejo de los ministros. Después de 325 días de reinado, el 11 de diciembre de 1936, Eduardo VIII abdicó del trono en favor de su hermano Alberto, para poder casarse con Simpson. Eduardo VIII nunca llegó a ser coronado y fue, en la fecha en que habría tenido lugar dicha ceremonia, el 12 de mayo de 1937, cuando se llevó a cabo la coronación de Jorge VI e Isabel.

## Reinado

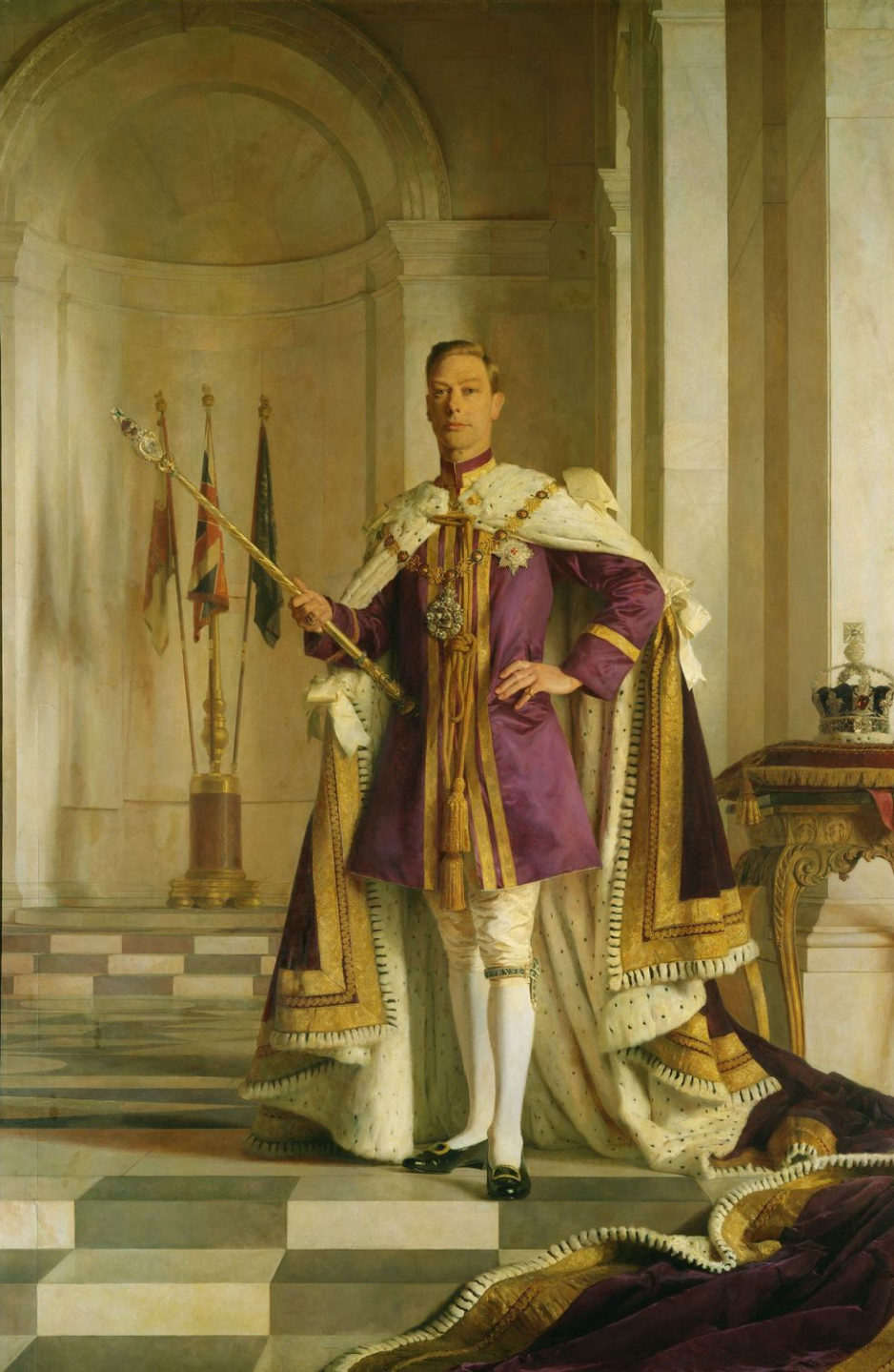
Retrato de Jorge VI en su coronación, 1937

Alberto asumió el título de rey con el nombre de Jorge VI (en inglés: George VI) para hacer hincapié en la continuidad con su padre y restaurar la confianza en la monarquía. El comienzo del reinado de Jorge VI estuvo marcado por las preguntas acerca de su predecesor, cuyos títulos, tratamiento y posiciones eran inciertos. Eduardo fue presentado como «Su Alteza Real el príncipe Eduardo» (en inglés: His Royal Highness Prince Edward) para la difusión de la abdicación. Sin embargo, Jorge VI sentía que, al abdicar y renunciar, Eduardo había perdido el derecho a títulos reales, incluido el de «Su Alteza Real». En solución al problema, uno de los primeros actos de Jorge como rey fue el de conceder a su hermano el tratamiento y título de «Su Alteza Real el duque de Windsor», aunque la patente real explicaba que: «Su esposa y sus descendientes, si los hubiere, no podrían recibir dicho título o atributo». Además, Jorge VI se vio forzado a comprar al príncipe Eduardo el Castillo de Balmoral y Sandringham House (propiedad personal del monarca y no corporativa de la Corona), que no habían pasado a él de manera automática cuando subió al trono. Tres días después de su ascensión, en su 41.er cumpleaños, el rey otorgó a su esposa, la nueva reina consorte, la Orden de la Jarretera.
El 12 de mayo de 1937 Jorge VI e Isabel fueron coronados en Westminster. La reina María asistió a la coronación de su hijo para mostrar su apoyo. Fue la primera reina viuda británica que asistió a una coronación. No hubo Durbar celebrado en Nueva Delhi de Jorge VI, como había ocurrido con su padre, ya que el costo hubiera sido una gran carga para el gobierno de la India.
En junio de 1939, la pareja recorrió América del Norte, con el objetivo de reforzar el apoyo transatlántico en caso de guerra y para reafirmar la condición de Canadá como un reino con gobierno autónomo que compartía soberano con Reino Unido.

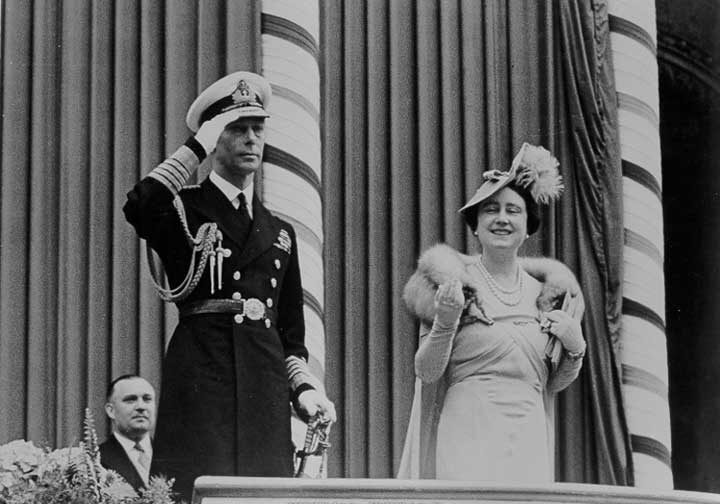
Los monarcas del Reino Unido saludando a una multitud durante una visita a Toronto, Canadá, en 1939

Constitucionalmente, Jorge VI tenía que apoyar la política de apaciguamiento de Neville Chamberlain. Cuando el rey y la reina se encontraron con Chamberlain a su regreso de negociar los Acuerdos de Múnich en 1938, lo invitaron a aparecer en el balcón del Palacio de Buckingham con ellos. Esta asociación pública de la monarquía con un político fue excepcional, ya que las apariciones en el balcón eran tradicionalmente restringidas a la familia real.
En su viaje a América del Norte en 1939, el rey y la reina visitaron Canadá y Estados Unidos. En Ottawa, la pareja real fue acompañada por el primer ministro canadiense William Lyon Mackenzie King, a presentarse a sí mismos como los reyes de Canadá.
El gobernador general de Canadá John Buchan y Mackenzie King esperaban que la presencia del rey demostrara los principios del Estatuto de Westminster, el cual daba autonomía a cada dominio británico y reconocía que cada uno de estos tenía una corona separada. Así, en su residencia canadiense de Rideau Hall, Jorge VI aceptó y aprobó personalmente las cartas credenciales del nuevo embajador estadounidense en Canadá, Daniel C. Roper. El historiador oficial de la visita real, Gustave Lanctot, declaró: «Cuando sus majestades entraron en su residencia canadiense, el Estatuto de Westminster devino una realidad: el rey de Canadá había vuelto a casa».
El viaje fue una medida para suavizar las tendencias de aislacionismo de América del Norte con los conflictos de Europa. A pesar de que el verdadero objetivo del viaje fue político, para reforzar el apoyo atlántico al Reino Unido en cualquier guerra futura, el público recibió al rey y a la reina con entusiasmo. El temor que Jorge sentía y que pudo comparar desfavorablemente con el de su predecesor, Eduardo VIII, se disipó. Los monarcas visitaron la Exposición General de segunda categoría de Nueva York de 1939 y se alojaron con el presidente Franklin D. Roosevelt en la Casa Blanca y en su casa privada en el Hyde Park de Nueva York.

## De Imperio a Mancomunidad de Naciones
El reinado de Jorge VI vio la aceleración de la disolución del Imperio británico, que se había iniciado con la Declaración Balfour en la Conferencia Imperial de 1926, cuando los dominios británicos fueron reconocidos como estados soberanos, declaración que se formalizó en el Estatuto de Westminster de 1931. El proceso de transformación de un imperio a una asociación voluntaria de estados independientes conocida como la Mancomunidad de Naciones, se aceleró después de la Segunda Guerra Mundial. En 1947, la India británica se convirtió en los dos dominios independientes de India y Pakistán, para después convertirse en repúblicas. En el mismo año, Jorge VI dejó de ser emperador de la India, convirtiéndose a su vez en la primera cabeza de la Mancomunidad de Naciones. Irlanda en 1946, al convertirse oficialmente en república optó por abandonar la Mancomunidad al igual que otras naciones.

## Segunda Guerra Mundial

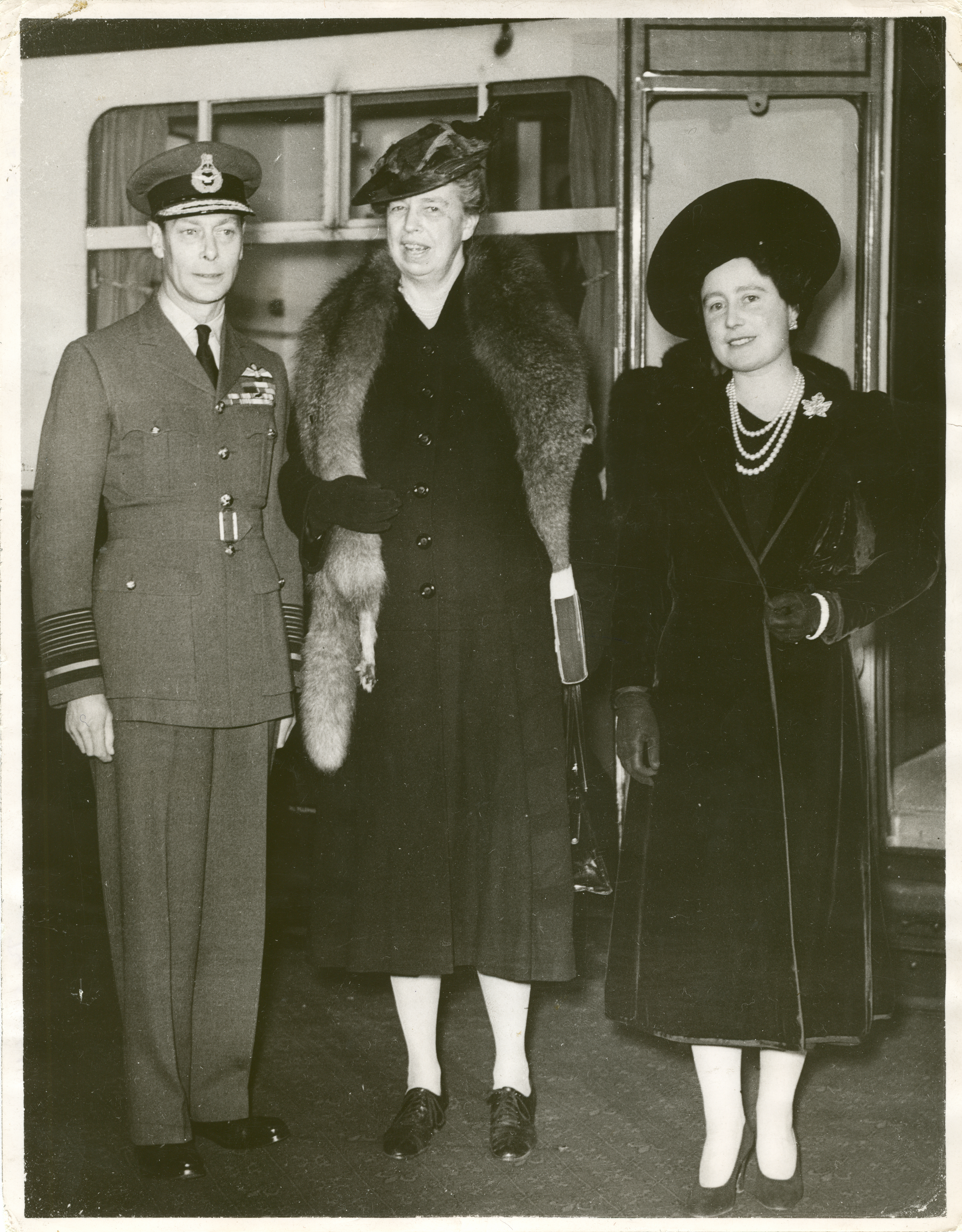
Jorge VI (izq), Eleanor Roosevelt (centro) y la reina Isabel (der) en Londres, 23 de octubre de 1942

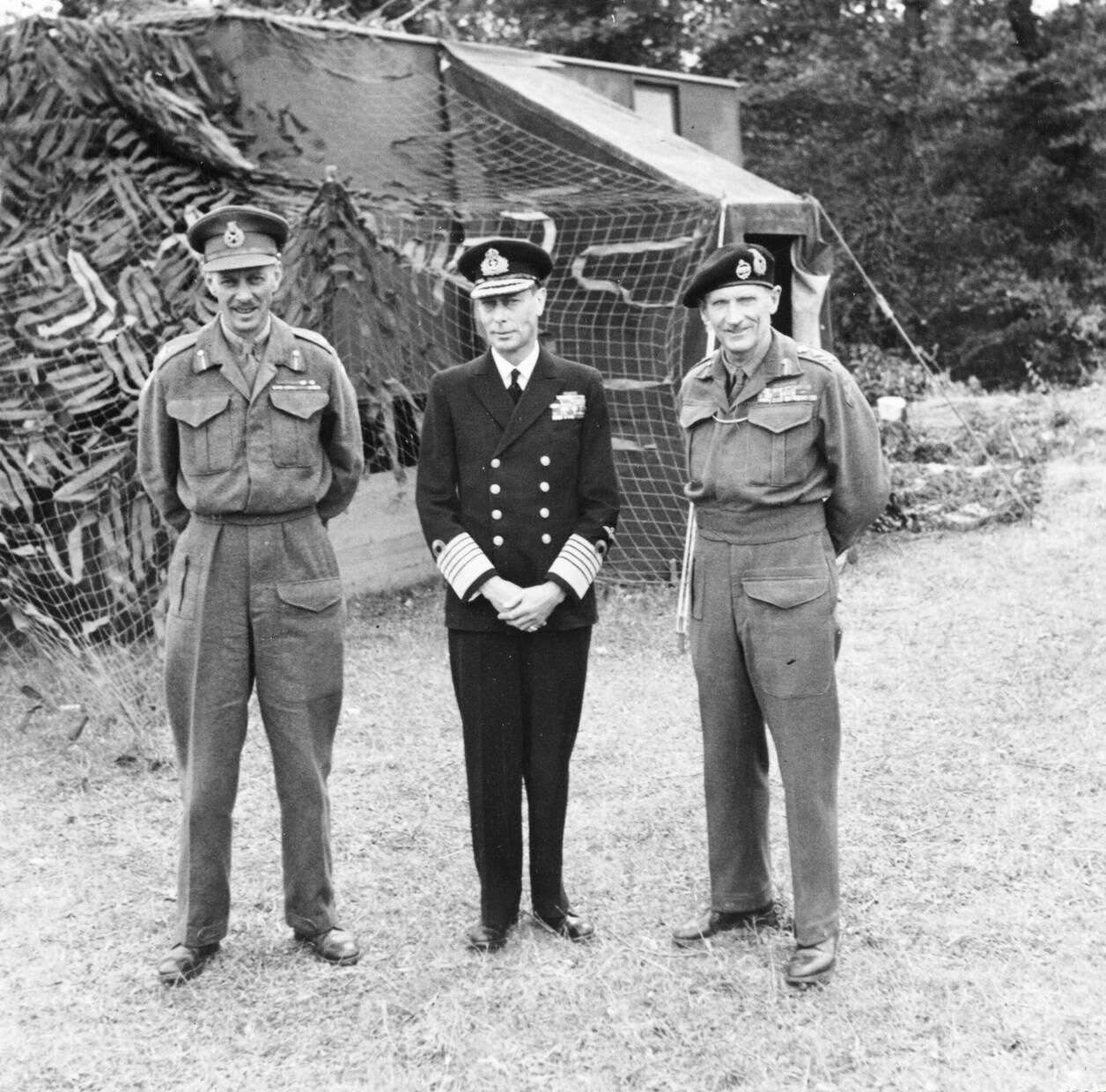
Jorge VI (centro) junto al mariscal de campo B. L. Montgomery y al teniente general Miles Dempsey, en Creully, Francia, 16 de junio de 1944

Tras la declaración de guerra por parte del Reino Unido a Alemania el 3 de septiembre de 1939, Jorge VI se dirigió al pueblo por medio de un discurso, en el cual pidió que: «se mantuvieran firmes ante los oscuros días venideros». Después de que estallara la Segunda Guerra Mundial, Jorge VI y su esposa decidieron quedarse en Londres, a pesar de los bombardeos alemanes. Debido a la negativa de abandonar Gran Bretaña durante el conflicto y su activa participación en la guerra, la familia real ganó muchos admiradores. El rey y la reina se mantuvieron en el Palacio de Buckingham; sin embargo, enviaron a sus hijas al castillo de Windsor por seguridad. El rey, por lo general, pasaba las noches en Windsor. El primer ataque alemán en Londres sucedió el 7 de septiembre de 1940, matando a cerca de un millar de civiles, sobre todo en el East End. El 13 de septiembre, el rey y la reina evitaron la muerte cuando dos bombas alemanas explotaron en un patio del palacio de Buckingham, mientras ellos se encontraban allí. A pesar de haber visitado a las víctimas, la reina no se ganó el respeto de sus súbditos sino hasta que pronunció la frase: «Me alegro de que nos hayan bombardeado. Me hace sentir que puedo mirar al East End a la cara». La familia real se prestó a compartir los mismos peligros y privaciones que el resto del país, ya que estaban sujetos a restricciones de racionamiento, la primera dama Eleanor Roosevelt pudo observarlo durante su estadía en «un palacio sin calefacción y dañado». En agosto de 1942, el príncipe Jorge de Kent, hermano del rey, murió en la guerra al servicio de su país.
En 1940, Winston Churchill sustituyó a Neville Chamberlain como primer ministro. Después de una consternación inicial por parte del rey tras el nombramiento de Lord Beaverbrook como parte del gabinete de Churchill, él y Jorge VI desarrollaron: «La más estrecha relación personal en la historia británica moderna entre un monarca y un primer ministro». Durante su visita a Estados Unidos en 1939, la pareja real forjó un fuerte lazo de amistad con el presidente Franklin D. Roosevelt y su esposa Eleanor, siendo de gran importancia en las relaciones entre ambos países durante los años de guerra.
A lo largo del conflicto, los reyes buscaron aumentar la moral con visitas por todo el país, visitando sitios de bombardeo, fábricas de municiones, y (en el caso de Jorge VI) a las fuerzas militares en el extranjero. Su popularidad llegó a tal punto que, en 1945, la multitud gritó: «¡Queremos al rey!», enfrente del palacio de Buckingham durante las celebraciones del Día de la Victoria en Europa. En medio de la celebraciones, el rey invitó a Churchill a aparecer con él en el balcón, lo cual tuvo un gran éxito.

## Enfermedad y muerte

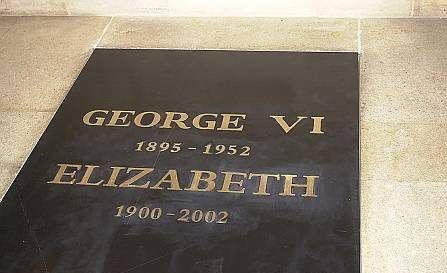
Tumba de los reyes Jorge VI e Isabel en la Capilla conmemorativa de Jorge VI del Reino Unido, en la capilla de San Jorge del castillo de Windsor

Los problemas de salud de Jorge VI se agravaron al ser diagnosticado con cáncer de pulmón, dado que era un fumador empedernido, además de que sufría de gran estrés.
Tuvo que posponer un viaje a Australia y Nueva Zelanda debido a que tenía una obstrucción arterial en la pierna derecha, por lo cual fue operado en marzo de 1949. El viaje fue reorganizado y, en lugar de los reyes, viajaron la princesa Isabel (la futura reina Isabel II) y el príncipe Felipe de Edimburgo. Su salud le permitió inaugurar el Festival de Gran Bretaña en mayo de 1951, pero el 23 de septiembre del mismo año, fue sometido a una neumonectomía del pulmón izquierdo, a causa de un tumor maligno. Durante la Ceremonia de apertura del Parlamento en noviembre, el discurso del trono del rey tuvo que ser leído por el lord canciller Lord Simonds. El discurso real de Navidad de 1951 tuvo que ser grabado en partes y luego editado todo junto.
Con la salud aún más deteriorada, falleció en su habitación de Sandringham House, mientras dormía, la noche del 5 al 6 de febrero de 1952, a los 56 años, siendo decretado su fallecimiento oficialmente el 6 de febrero.
Aproximadamente a las 7:30 de la mañana, el rey fue encontrado muerto; la razón del deceso fue trombosis coronaria. El anuncio oficial de su muerte fue alrededor de las 10:30 de la mañana. Una hora antes, el secretario del rey, Sir Edward Ford, le anunció el deceso a Churchill. A las 11:15 la BBC dio el anuncio a la nación y minutos después las banderas se izaron a media asta. La princesa Isabel, que se encontraba en Kenia, se volvió reina sin ceremonia previa, a la edad de 25 años estando fuera del Reino Unido,Isabel II es, hasta ahora, la última reina británica en ascender al trono estando fuera del Reino Unido, desde Jorge I en 1714, tras la muerte de la reina Ana.
El 15 de febrero, se realizaron los funerales del rey, las multitudes comenzaron a reunirse en Londres en las primeras horas de la mañana, miles pudieron presenciar el evento por televisión y poco después de las 9:00 h de la mañana, el cortejo fúnebre llegó al Salón Westminster, donde más de 300 000 personas rindieron homenaje al cuerpo del rey, que estuvo en capilla ardiente durante tres días.
Su funeral se celebró en la capilla de San Jorge, en el castillo de Windsor, siendo su sarcófago depositado en la Cripta Real. Finalmente, alrededor de las 14:00 h, se solicitaron dos minutos de silencio para marcar el «último paso» del rey. El 24 de marzo de 1969, sus restos fueron trasladados a la que es ahora la capilla dedicada a su memoria.

## Legado

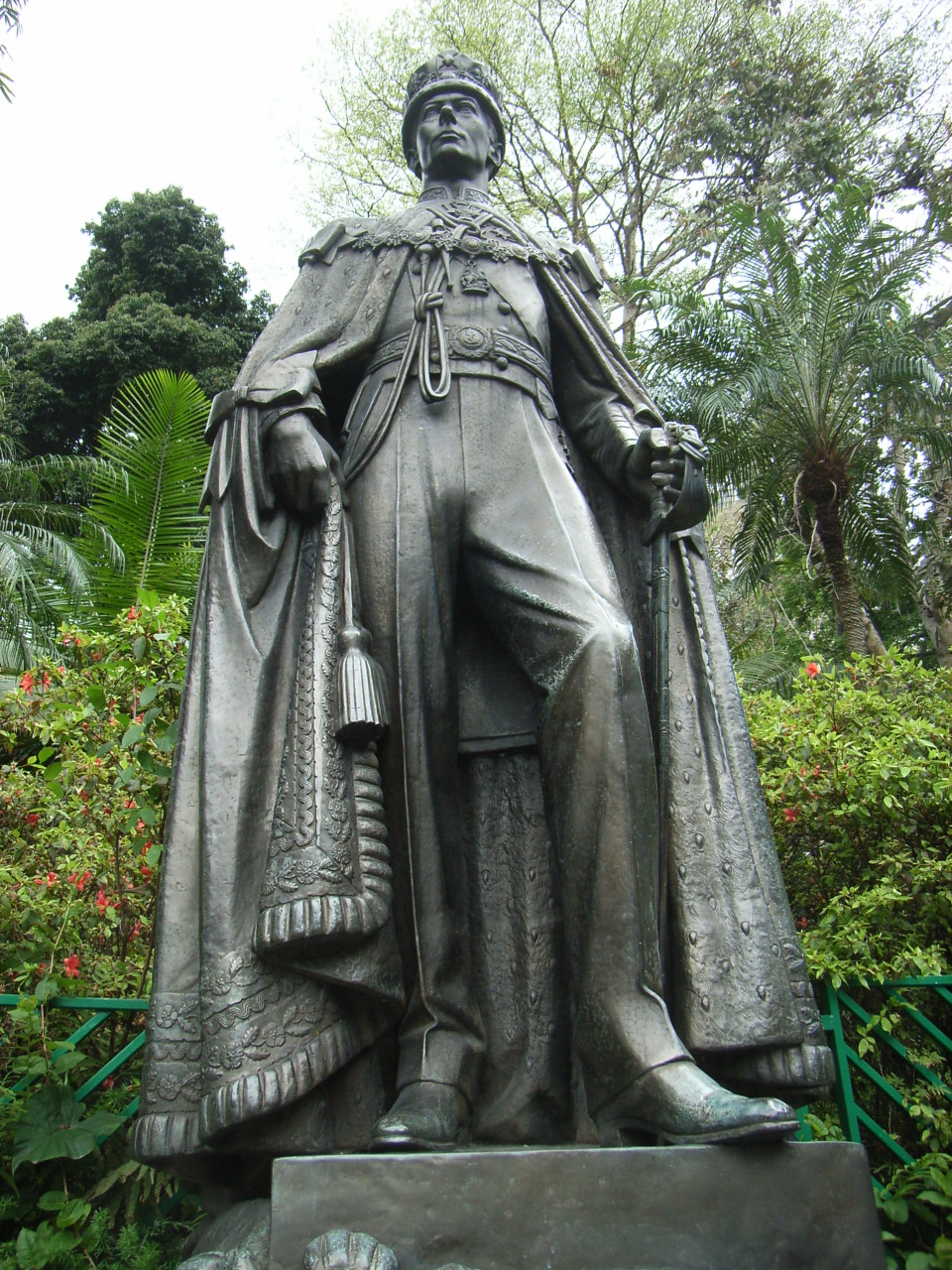
Estatua de Jorge VI en el Zoológico y Jardín Botánico de Hong Kong

La Cruz de Jorge y la George Medal fueron creadas por sugerencia del rey durante la Segunda Guerra Mundial, para reconocer los actos excepcionales de valentía civil.
Cuando Mussolini declaró la guerra a los Aliados en 1940, decidió no atacar Malta en un primer momento. La población maltesa y la pequeña guarnición británica aprovecharon ese error táctico y reforzaron las defensas antiaéreas y demás infraestructuras de guerra, lo que les permitió resistir heroicamente los bombardeos de la aviación italoalemana. Tras muchas vicisitudes el archipiélago no fue invadido y pudo servir como cabeza de puente para la invasión aliada de Sicilia. Por su heroísmo y capacidad de resistencia (30 000 edificios fueron dañados o destruidos y 1300 civiles murieron en los bombardeos), Jorge VI otorgó al pueblo maltés la Cruz de Jorge el 15 de abril de 1942, la segunda condecoración en importancia del Reino Unido concedida a civiles. Desde su independencia, el 21 de septiembre de 1964, la Cruz de Jorge figura en la bandera de Malta.
Jorge VI fue condecorado póstumamente con la Orden de la Liberación por el gobierno francés en 1960, uno de los dos únicos casos excepcionales de entrega de la condecoración después de 1946.
En su honor fueron nombradas varias instituciones, como el King George Hospital, un hospital londinense; el King George VI Reservoir, un embalse en Surrey, próximo al Aeropuerto de Londres-Heathrow; King George VI Highway, una carretera de la Columbia Británica; y el King George VI Chase, un estadio de carreras de caballos.
En 1955 fue erguida una estatua de Jorge VI en las afueras de The Mall, en el centro de Londres. Una estatua contigua de su esposa, la reina madre Isabel, se dio a conocer en el 2009. Otra estatua del rey fue erguida en el Zoológico y Jardín Botánico de Hong Kong, mientras que en cine y televisión, Jorge VI fue interpretado en más de diez ocasiones y por actores como Andrew Ray y James Wilby, entre otros.
Colin Firth fue ganador del premio Óscar al mejor actor por su rol de Jorge VI en la película de 2010 El discurso del rey, filme que también resultó ganador del premio Óscar a mejor dirección, premio Óscar al mejor guion original y premio Óscar a la mejor película.
Jared Harris da vida al rey en la aclamada serie británica The Crown de 2016, para la plataforma Netflix.

## Títulos y armas
Jorge VI recibió varios títulos a lo largo de su vida:
| ● 14 de diciembre de 1895-28 de mayo de 1898:   | Su alteza el príncipe Alberto de York       |
| ● 28 de mayo de 1898-22 de enero de 1901:       | Su alteza real el príncipe Alberto de York  |
| ● 22 de enero de 1901-9 de noviembre de 1901:   | el príncipe Alberto de Cornualles y York    |
| ● 9 de noviembre de 1901-6 de mayo de 1910:     | Su alteza real el príncipe Alberto de Gales |
| ● 6 de mayo de 1910-3 de junio de 1920:         | Su alteza real el príncipe Alberto          |
| ● 3 de junio de 1920-11 de diciembre de 1936:   | Su alteza real el duque de York             |
| ● 11 de diciembre de 1936-6 de febrero de 1952: | Su majestad el rey                          |

Títulos adicionales:
| ● 11 de diciembre de 1936-22 de junio de 1948: | Su majestad imperial el emperador de la India |

En su posición como soberano, Jorge automáticamente recibió el cargo de comandante en jefe en algunos reinos, como Canadá y el Reino Unido.

### Escudos de armas
Alberto, duque de York, utilizó el escudo del Reino Unido, diferenciado con un lambel de argén de tres pendientes y en el centro un ancla de azur, diferencias heredadas de su padre, y que después pasarían al siguiente duque de York, su nieto el príncipe Andrés. Como rey, utilizó el escudo con las armas plenas del soberano, indiferenciado del de su padre y del de su hermano.
|                                           |
| Escudo de armas de Alberto, duque de York |

|                                                                 |
| Escudo de armas de Jorge VI en el Reino Unido (excepto Escocia) |

|                                        |
| Escudo de armas de Jorge VI en Escocia |

## Ancestros
| \| \| \| \| \| \| \| \| \| \| \| \| \| \| \| \| \| \| \| \| 16. Ernesto I Sajonia-Coburgo-Gotha \| \| \| \| \| \| \| \| \| \| \| \| \| \| \| \| \| \| \| \| \| \| \| \| \| \| \| \| \| \| \| \| \| \| \| \| \| \| \| \| \| \| \| \| \| \| \| \| \| \| \| \| \| \| 8. Alberto de Sajonia-Coburgo-Gotha \| \| \| \| \| \| \| \| \| \| \| \| \| \| \| \| \| \| \| \| \| \| \| \| \| \| \| \| \| \| \| \| \| \| \| \| \| \| \| \| \| \| \| \| \| \| \| \| \| \| \| \| \| \| 17. Luisa de Sajonia-Gotha-Altenburgo \| \| \| \| \| \| \| \| \| \| \| \| \| \| \| \| \| \| \| \| \| \| \| \| \| \| \| \| \| \| \| \| \| \| \| \| \| \| \| \| \| \| \| \| \| \| \| \| \| \| \| \| \| \| 4. Eduardo VII del Reino Unido \| \| \| \| \| \| \| \| \| \| \| \| \| \| \| \| \| \| \| \| \| \| \| \| \| \| \| \| \| \| \| \| \| \| \| \| \| \| \| \| \| \| \| \| \| \| \| \| \| \| \| \| \| \| 18. Eduardo de Kent y Strathearn \| \| \| \| \| \| \| \| \| \| \| \| \| \| \| \| \| \| \| \| \| \| \| \| \| \| \| \| \| \| \| \| \| \| \| \| \| \| \| \| \| \| \| \| \| \| \| \| \| \| \| \| \| \| 9. Victoria I del Reino Unido \| \| \| \| \| \| \| \| \| \| \| \| \| \| \| \| \| \| \| \| \| \| \| \| \| \| \| \| \| \| \| \| \| \| \| \| \| \| \| \| \| \| \| \| \| \| \| \| \| \| \| \| \| \| 19. Victoria de Sajonia-Coburgo-Saalfeld \| \| \| \| \| \| \| \| \| \| \| \| \| \| \| \| \| \| \| \| \| \| \| \| \| \| \| \| \| \| \| \| \| \| \| \| \| \| \| \| \| \| \| \| \| \| \| \| \| \| \| \| \| \| 2. Jorge V del Reino Unido \| \| \| \| \| \| \| \| \| \| \| \| \| \| \| \| \| \| \| \| \| \| \| \| \| \| \| \| \| \| \| \| \| \| \| \| \| \| \| \| \| \| \| \| \| \| \| \| \| \| \| \| \| \| 20. Federico Guillermo de Schleswig-Holstein-Sonderburg-Glücksburg \| \| \| \| \| \| \| \| \| \| \| \| \| \| \| \| \| \| \| \| \| \| \| \| \| \| \| \| \| \| \| \| \| \| \| \| \| \| \| \| \| \| \| \| \| \| \| \| \| \| \| \| \| \| 10. Cristián IX de Dinamarca \| \| \| \| \| \| \| \| \| \| \| \| \| \| \| \| \| \| \| \| \| \| \| \| \| \| \| \| \| \| \| \| \| \| \| \| \| \| \| \| \| \| \| \| \| \| \| \| \| \| \| \| \| \| 21. Luisa Carolina de Hesse-Kassel \| \| \| \| \| \| \| \| \| \| \| \| \| \| \| \| \| \| \| \| \| \| \| \| \| \| \| \| \| \| \| \| \| \| \| \| \| \| \| \| \| \| \| \| \| \| \| \| \| \| \| \| \| \| 5. Alejandra de Dinamarca \| \| \| \| \| \| \| \| \| \| \| \| \| \| \| \| \| \| \| \| \| \| \| \| \| \| \| \| \| \| \| \| \| \| \| \| \| \| \| \| \| \| \| \| \| \| \| \| \| \| \| \| \| \| 22. Guillermo de Hesse-Kassel \| \| \| \| \| \| \| \| \| \| \| \| \| \| \| \| \| \| \| \| \| \| \| \| \| \| \| \| \| \| \| \| \| \| \| \| \| \| \| \| \| \| \| \| \| \| \| \| \| \| \| \| \| \| 11. Luisa de Hesse-Kassel \| \| \| \| \| \| \| \| \| \| \| \| \| \| \| \| \| \| \| \| \| \| \| \| \| \| \| \| \| \| \| \| \| \| \| \| \| \| \| \| \| \| \| \| \| \| \| \| \| \| \| \| \| \| 23. Luisa Carlota de Dinamarca \| \| \| \| \| \| \| \| \| \| \| \| \| \| \| \| \| \| \| \| \| \| \| \| \| \| \| \| \| \| \| \| \| \| \| \| \| \| \| \| \| \| \| \| \| \| \| \| \| \| \| \| \| \| 1. Jorge VI del Reino Unido \| \| \| \| \| \| \| \| \| \| \| \| \| \| \| \| \| \| \| \| \| \| \| \| \| \| \| \| \| \| \| \| \| \| \| \| \| \| \| \| \| \| \| \| \| \| \| \| \| \| \| \| \| \| 24. Luis de Württemberg \| \| \| \| \| \| \| \| \| \| \| \| \| \| \| \| \| \| \| \| \| \| \| \| \| \| \| \| \| \| \| \| \| \| \| \| \| \| \| \| \| \| \| \| \| \| \| \| \| \| \| \| \| \| 12. Alejandro de Württemberg \| \| \| \| \| \| \| \| \| \| \| \| \| \| \| \| \| \| \| \| \| \| \| \| \| \| \| \| \| \| \| \| \| \| \| \| \| \| \| \| \| \| \| \| \| \| \| \| \| \| \| \| \| \| 25. Enriqueta de Nassau-Weilburg \| \| \| \| \| \| \| \| \| \| \| \| \| \| \| \| \| \| \| \| \| \| \| \| \| \| \| \| \| \| \| \| \| \| \| \| \| \| \| \| \| \| \| \| \| \| \| \| \| \| \| \| \| \| 6. Francisco de Teck \| \| \| \| \| \| \| \| \| \| \| \| \| \| \| \| \| \| \| \| \| \| \| \| \| \| \| \| \| \| \| \| \| \| \| \| \| \| \| \| \| \| \| \| \| \| \| \| \| \| \| \| \| \| 26. Ladislao Rhédey de Kis-Rhéde \| \| \| \| \| \| \| \| \| \| \| \| \| \| \| \| \| \| \| \| \| \| \| \| \| \| \| \| \| \| \| \| \| \| \| \| \| \| \| \| \| \| \| \| \| \| \| \| \| \| \| \| \| \| 13. Claudia Rhédey de Kis-Rhéde \| \| \| \| \| \| \| \| \| \| \| \| \| \| \| \| \| \| \| \| \| \| \| \| \| \| \| \| \| \| \| \| \| \| \| \| \| \| \| \| \| \| \| \| \| \| \| \| \| \| \| \| \| \| 27. Inés Inczédy de Nagy-Várad \| \| \| \| \| \| \| \| \| \| \| \| \| \| \| \| \| \| \| \| \| \| \| \| \| \| \| \| \| \| \| \| \| \| \| \| \| \| \| \| \| \| \| \| \| \| \| \| \| \| \| \| \| \| 3. María de Teck \| \| \| \| \| \| \| \| \| \| \| \| \| \| \| \| \| \| \| \| \| \| \| \| \| \| \| \| \| \| \| \| \| \| \| \| \| \| \| \| \| \| \| \| \| \| \| \| \| \| \| \| \| \| 28. Jorge III del Reino Unido \| \| \| \| \| \| \| \| \| \| \| \| \| \| \| \| \| \| \| \| \| \| \| \| \| \| \| \| \| \| \| \| \| \| \| \| \| \| \| \| \| \| \| \| \| \| \| \| \| \| \| \| \| \| 14. Adolfo de Cambridge \| \| \| \| \| \| \| \| \| \| \| \| \| \| \| \| \| \| \| \| \| \| \| \| \| \| \| \| \| \| \| \| \| \| \| \| \| \| \| \| \| \| \| \| \| \| \| \| \| \| \| \| \| \| 29. Carlota de Mecklemburgo-Strelitz \| \| \| \| \| \| \| \| \| \| \| \| \| \| \| \| \| \| \| \| \| \| \| \| \| \| \| \| \| \| \| \| \| \| \| \| \| \| \| \| \| \| \| \| \| \| \| \| \| \| \| \| \| \| 7. María Adelaida de Cambridge \| \| \| \| \| \| \| \| \| \| \| \| \| \| \| \| \| \| \| \| \| \| \| \| \| \| \| \| \| \| \| \| \| \| \| \| \| \| \| \| \| \| \| \| \| \| \| \| \| \| \| \| \| \| 30. Federico de Hesse-Kassel \| \| \| \| \| \| \| \| \| \| \| \| \| \| \| \| \| \| \| \| \| \| \| \| \| \| \| \| \| \| \| \| \| \| \| \| \| \| \| \| \| \| \| \| \| \| \| \| \| \| \| \| \| \| 15. Augusta de Hesse-Kassel \| \| \| \| \| \| \| \| \| \| \| \| \| \| \| \| \| \| \| \| \| \| \| \| \| \| \| \| \| \| \| \| \| \| \| \| \| \| \| \| \| \| \| \| \| \| \| \| \| \| \| \| \| \| 31. Carolina Polixena de Nassau-Usingen \| \| \| \| \| \| \| \| \| \| \| \| \| \| \| \| \| \| \| \| \| \| \| \| \| \| \| \| \| \| \| \| \| \| \| \| \| \| \| \| \| \| \| \| \| \| \| \| \| \| \| \| |                                                                    |  |  |  |  |  |  |  |  |  |  |  |  |  |  |  |
| |                                                                    |  |  |  |  |  |  |  |  |  |  |  |  |  |  |  |
| | 16. Ernesto I Sajonia-Coburgo-Gotha                                |  |  |  |  |  |  |  |  |  |  |  |  |  |  |  |
| |                                                                    |  |  |  |  |  |  |  |  |  |  |  |  |  |  |  |
| |                                                                    |  |  |  |  |  |  |  |  |  |  |  |  |  |  |  |
| | 8. Alberto de Sajonia-Coburgo-Gotha                                |  |  |  |  |  |  |  |  |  |  |  |  |  |  |  |
| |                                                                    |  |  |  |  |  |  |  |  |  |  |  |  |  |  |  |
| |                                                                    |  |  |  |  |  |  |  |  |  |  |  |  |  |  |  |
| | 17. Luisa de Sajonia-Gotha-Altenburgo                              |  |  |  |  |  |  |  |  |  |  |  |  |  |  |  |
| |                                                                    |  |  |  |  |  |  |  |  |  |  |  |  |  |  |  |
| |                                                                    |  |  |  |  |  |  |  |  |  |  |  |  |  |  |  |
| | 4. Eduardo VII del Reino Unido                                     |  |  |  |  |  |  |  |  |  |  |  |  |  |  |  |
| |                                                                    |  |  |  |  |  |  |  |  |  |  |  |  |  |  |  |
| |                                                                    |  |  |  |  |  |  |  |  |  |  |  |  |  |  |  |
| | 18. Eduardo de Kent y Strathearn                                   |  |  |  |  |  |  |  |  |  |  |  |  |  |  |  |
| |                                                                    |  |  |  |  |  |  |  |  |  |  |  |  |  |  |  |
| |                                                                    |  |  |  |  |  |  |  |  |  |  |  |  |  |  |  |
| | 9. Victoria I del Reino Unido                                      |  |  |  |  |  |  |  |  |  |  |  |  |  |  |  |
| |                                                                    |  |  |  |  |  |  |  |  |  |  |  |  |  |  |  |
| |                                                                    |  |  |  |  |  |  |  |  |  |  |  |  |  |  |  |
| | 19. Victoria de Sajonia-Coburgo-Saalfeld                           |  |  |  |  |  |  |  |  |  |  |  |  |  |  |  |
| |                                                                    |  |  |  |  |  |  |  |  |  |  |  |  |  |  |  |
| |                                                                    |  |  |  |  |  |  |  |  |  |  |  |  |  |  |  |
| | 2. Jorge V del Reino Unido                                         |  |  |  |  |  |  |  |  |  |  |  |  |  |  |  |
| |                                                                    |  |  |  |  |  |  |  |  |  |  |  |  |  |  |  |
| |                                                                    |  |  |  |  |  |  |  |  |  |  |  |  |  |  |  |
| | 20. Federico Guillermo de Schleswig-Holstein-Sonderburg-Glücksburg |  |  |  |  |  |  |  |  |  |  |  |  |  |  |  |
| |                                                                    |  |  |  |  |  |  |  |  |  |  |  |  |  |  |  |
| |                                                                    |  |  |  |  |  |  |  |  |  |  |  |  |  |  |  |
| | 10. Cristián IX de Dinamarca                                       |  |  |  |  |  |  |  |  |  |  |  |  |  |  |  |
| |                                                                    |  |  |  |  |  |  |  |  |  |  |  |  |  |  |  |
| |                                                                    |  |  |  |  |  |  |  |  |  |  |  |  |  |  |  |
| | 21. Luisa Carolina de Hesse-Kassel                                 |  |  |  |  |  |  |  |  |  |  |  |  |  |  |  |
| |                                                                    |  |  |  |  |  |  |  |  |  |  |  |  |  |  |  |
| |                                                                    |  |  |  |  |  |  |  |  |  |  |  |  |  |  |  |
| | 5. Alejandra de Dinamarca                                          |  |  |  |  |  |  |  |  |  |  |  |  |  |  |  |
| |                                                                    |  |  |  |  |  |  |  |  |  |  |  |  |  |  |  |
| |                                                                    |  |  |  |  |  |  |  |  |  |  |  |  |  |  |  |
| | 22. Guillermo de Hesse-Kassel                                      |  |  |  |  |  |  |  |  |  |  |  |  |  |  |  |
| |                                                                    |  |  |  |  |  |  |  |  |  |  |  |  |  |  |  |
| |                                                                    |  |  |  |  |  |  |  |  |  |  |  |  |  |  |  |
| | 11. Luisa de Hesse-Kassel                                          |  |  |  |  |  |  |  |  |  |  |  |  |  |  |  |
| |                                                                    |  |  |  |  |  |  |  |  |  |  |  |  |  |  |  |
| |                                                                    |  |  |  |  |  |  |  |  |  |  |  |  |  |  |  |
| | 23. Luisa Carlota de Dinamarca                                     |  |  |  |  |  |  |  |  |  |  |  |  |  |  |  |
| |                                                                    |  |  |  |  |  |  |  |  |  |  |  |  |  |  |  |
| |                                                                    |  |  |  |  |  |  |  |  |  |  |  |  |  |  |  |
| | 1. Jorge VI del Reino Unido                                        |  |  |  |  |  |  |  |  |  |  |  |  |  |  |  |
| |                                                                    |  |  |  |  |  |  |  |  |  |  |  |  |  |  |  |
| |                                                                    |  |  |  |  |  |  |  |  |  |  |  |  |  |  |  |
| | 24. Luis de Württemberg                                            |  |  |  |  |  |  |  |  |  |  |  |  |  |  |  |
| |                                                                    |  |  |  |  |  |  |  |  |  |  |  |  |  |  |  |
| |                                                                    |  |  |  |  |  |  |  |  |  |  |  |  |  |  |  |
| | 12. Alejandro de Württemberg                                       |  |  |  |  |  |  |  |  |  |  |  |  |  |  |  |
| |                                                                    |  |  |  |  |  |  |  |  |  |  |  |  |  |  |  |
| |                                                                    |  |  |  |  |  |  |  |  |  |  |  |  |  |  |  |
| | 25. Enriqueta de Nassau-Weilburg                                   |  |  |  |  |  |  |  |  |  |  |  |  |  |  |  |
| |                                                                    |  |  |  |  |  |  |  |  |  |  |  |  |  |  |  |
| |                                                                    |  |  |  |  |  |  |  |  |  |  |  |  |  |  |  |
| | 6. Francisco de Teck                                               |  |  |  |  |  |  |  |  |  |  |  |  |  |  |  |
| |                                                                    |  |  |  |  |  |  |  |  |  |  |  |  |  |  |  |
| |                                                                    |  |  |  |  |  |  |  |  |  |  |  |  |  |  |  |
| | 26. Ladislao Rhédey de Kis-Rhéde                                   |  |  |  |  |  |  |  |  |  |  |  |  |  |  |  |
| |                                                                    |  |  |  |  |  |  |  |  |  |  |  |  |  |  |  |
| |                                                                    |  |  |  |  |  |  |  |  |  |  |  |  |  |  |  |
| | 13. Claudia Rhédey de Kis-Rhéde                                    |  |  |  |  |  |  |  |  |  |  |  |  |  |  |  |
| |                                                                    |  |  |  |  |  |  |  |  |  |  |  |  |  |  |  |
| |                                                                    |  |  |  |  |  |  |  |  |  |  |  |  |  |  |  |
| | 27. Inés Inczédy de Nagy-Várad                                     |  |  |  |  |  |  |  |  |  |  |  |  |  |  |  |
| |                                                                    |  |  |  |  |  |  |  |  |  |  |  |  |  |  |  |
| |                                                                    |  |  |  |  |  |  |  |  |  |  |  |  |  |  |  |
| | 3. María de Teck                                                   |  |  |  |  |  |  |  |  |  |  |  |  |  |  |  |
| |                                                                    |  |  |  |  |  |  |  |  |  |  |  |  |  |  |  |
| |                                                                    |  |  |  |  |  |  |  |  |  |  |  |  |  |  |  |
| | 28. Jorge III del Reino Unido                                      |  |  |  |  |  |  |  |  |  |  |  |  |  |  |  |
| |                                                                    |  |  |  |  |  |  |  |  |  |  |  |  |  |  |  |
| |                                                                    |  |  |  |  |  |  |  |  |  |  |  |  |  |  |  |
| | 14. Adolfo de Cambridge                                            |  |  |  |  |  |  |  |  |  |  |  |  |  |  |  |
| |                                                                    |  |  |  |  |  |  |  |  |  |  |  |  |  |  |  |
| |                                                                    |  |  |  |  |  |  |  |  |  |  |  |  |  |  |  |
| | 29. Carlota de Mecklemburgo-Strelitz                               |  |  |  |  |  |  |  |  |  |  |  |  |  |  |  |
| |                                                                    |  |  |  |  |  |  |  |  |  |  |  |  |  |  |  |
| |                                                                    |  |  |  |  |  |  |  |  |  |  |  |  |  |  |  |
| | 7. María Adelaida de Cambridge                                     |  |  |  |  |  |  |  |  |  |  |  |  |  |  |  |
| |                                                                    |  |  |  |  |  |  |  |  |  |  |  |  |  |  |  |
| |                                                                    |  |  |  |  |  |  |  |  |  |  |  |  |  |  |  |
| | 30. Federico de Hesse-Kassel                                       |  |  |  |  |  |  |  |  |  |  |  |  |  |  |  |
| |                                                                    |  |  |  |  |  |  |  |  |  |  |  |  |  |  |  |
| |                                                                    |  |  |  |  |  |  |  |  |  |  |  |  |  |  |  |
| | 15. Augusta de Hesse-Kassel                                        |  |  |  |  |  |  |  |  |  |  |  |  |  |  |  |
| |                                                                    |  |  |  |  |  |  |  |  |  |  |  |  |  |  |  |
| |                                                                    |  |  |  |  |  |  |  |  |  |  |  |  |  |  |  |
| | 31. Carolina Polixena de Nassau-Usingen                            |  |  |  |  |  |  |  |  |  |  |  |  |  |  |  |
| |                                                                    |  |  |  |  |  |  |  |  |  |  |  |  |  |  |  |
| |                                                                    |  |  |  |  |  |  |  |  |  |  |  |  |  |  |  |